# Dianne Buswell
Dianne Claire Buswell (Bunbury, Australia Occidental,6 de mayo de 1989) es una bailarina de salón y coreógrafa australiana, más conocida por ser una de las bailarinas profesionales del programa de baile Strictly Come Dancing de la BBC. También participó en las versiones australianas de So You Think You Can Dance y Dancing with the Stars en 2015.

## Primeros años
Buswell nació en Bunbury, Australia Occidental. Empezó a bailar a los 5 años y compitió desde muy joven en eventos estatales, nacionales e internacionales de bailes de salón y latino.

## Carrera

### Principios de carrera
Fue campeona del Abierto de Australia y cuatro veces finalista del Abierto de Australia Amateur. Ella y su hermano Andrew Buswell fueron campeones del Abierto de Australia Occidental para Adultos de New Vogue en 2008 y 2010. También apareció en el programa So You Think You Can Dance Australia.
Buswell se convirtió en profesional a los 21 años cuando se unió a la compañía de danza itinerante Burn the Floor en enero de 2011. En 2015, fue bailarina profesional en la decimoquinta temporada del programa australiano Dancing with the Stars, formando pareja con el futbolista de la AFL, Jude Bolton; fueron la quinta pareja eliminada.

### Strictly Come Dancing
En 2017, Buswell se trasladó al Reino Unido y se incorporó como bailarina profesional de Strictly Come Dancing a partir de la decimoquinta temporada, donde fue emparejada con el reverendo Richard Coles, siendo ambos la segunda pareja eliminada y quedando en el decimocuarto puesto. Para la decimosexta temporada formó pareja con el youtuber Joe Sugg, logrando ser unos de los subcampeones de la competencia, perdiendo ante los ganadores Stacey Dooley y Kevin Clifton. Un año después tuvo como pareja al presentador y DJ Dev Griffin para la decimoséptima temporada, siendo eliminados en la cuarta semana de competencia y ubicándose en el decimotercer puesto. En la decimoctava temporada fue asignada como pareja del cantante de The Wanted, Max George, con quien finalizó en el noveno puesto al haber sido eliminados en la cuarta semana. Tuvo como pareja al comediante y actor Robert Webb para la decimonovena temporada, quien se retiró de la competencia después de tres semanas debido a problemas de salud.
Para la vigésima temporada fue emparejada con el presentador Tyler West, quedando ambos en el octavo puesto al ser eliminados en la novena semana. Al año siguiente formó pareja con el actor y modelo Bobby Brazier para la vigesimoprimera temporada, finalizando ambos como uno de los subcampeones de la competencia, perdiendo ante los ganadores Ellie Leach y Vito Coppola. Volvió a llegar a una final junto al comediante y actor Chris McCausland, su pareja en la vigesimosegunda temporada, logrando ambos coronarse como los ganadores de la temporada, siendo McCausland el primer concursante ciego en ganar el programa.
Buswell también formó parte de varios especiales del programa. Entre sus participaciones estuvieron los especiales de Navidad de 2017 con el futbolista Robbie Savage, de 2019 nuevamente con el youtuber Joe Sugg y de 2021 con el jefe de comedor Fred Sirieix. También participó en el especial de Children in Need de 2017 junto al presentador Tim Vincent.
| Temporada | Pareja             | Puesto | Promedio |
| --------- | ------------------ | ------ | -------- |
| 15        | Rev. Richard Coles | 14.º   | 16.00    |
| 16        | Joe Sugg           | 2.º    | 32.75    |
| 17        | Dev Griffin        | 13.º   | 30.00    |
| 18        | Max George         | 9.º    | 27.00    |
| 19        | Robert Webb        | 13.º   | 24.00    |
| 20        | Tyler West         | 8.º    | 32.22    |
| 21        | Bobby Brazier      | 2.º    | 33.75    |
| 22        | Chris McCausland   | 1.º    | 32.63    |

- Temporada 15 con el Rev. Richard Coles

| Semana | Baile / Canción                                              | Puntajes de los jueces | Puntajes de los jueces | Puntajes de los jueces | Puntajes de los jueces | Resultado       |
| Semana | Baile / Canción                                              | C. R.                  | D. B.                  | S. B.                  | B. T.                  | Resultado       |
| ------ | ------------------------------------------------------------ | ---------------------- | ---------------------- | ---------------------- | ---------------------- | --------------- |
| 1      | Chachachá / «There Must Be an Angel (Playing with My Heart)» | 2                      | 4                      | 6                      | 5                      | Sin eliminación |
| 2      | American smooth / «Love Really Hurts Without You»            | 3                      | 4                      | 5                      | 5                      | Salvados        |
| 3      | Pasodoble / «Flash's Theme»                                  | 2                      | 4                      | 4                      | 4                      | Eliminados      |

- Temporada 16 con Joe Sugg

| Semana                                                                  | Baile / Canción                                     | Puntajes de los jueces | Puntajes de los jueces | Puntajes de los jueces | Puntajes de los jueces | Resultado       |
| Semana                                                                  | Baile / Canción                                     | C. R.                  | D. B.                  | S. B.                  | B. T.                  | Resultado       |
| ----------------------------------------------------------------------- | --------------------------------------------------- | ---------------------- | ---------------------- | ---------------------- | ---------------------- | --------------- |
| 1                                                                       | Jive / «Take on Me»                                 | 6                      | 7                      | 7                      | 7                      | Sin eliminación |
| 2                                                                       | Charlestón / «Cotton Eye Joe»                       | 7                      | 8                      | 8                      | 8                      | Salvados        |
| 3                                                                       | American smooth / «Breaking Free»                   | 6                      | 7                      | 6                      | 7                      | Salvados        |
| 4                                                                       | Chachachá / «Just Got Paid»                         | 5                      | 7                      | 7                      | 7                      | Salvados        |
| 5                                                                       | Vals / «Rainbow Connection»                         | 6                      | 7                      | 8                      | 81                     | Salvados        |
| 6                                                                       | Foxtrot / «Youngblood»                              | 8                      | 9                      | 9                      | 9                      | Salvados        |
| 7                                                                       | Pasodoble / «Pompeii»                               | 7                      | 9                      | 9                      | 9                      | Salvados        |
| 8                                                                       | Samba / «MMMBop»                                    | 7                      | 8                      | 8                      | 9                      | Salvados        |
| 9                                                                       | Quickstep / «Dancin' Fool»                          | 8                      | 10                     | 10                     | 10                     | Salvados        |
| 10                                                                      | Urbano / «Jump Around»                              | 7                      | 8                      | 10                     | 10                     | Salvados        |
| 10                                                                      | Maratón de Lindy hop / «Do Your Thing»              | 5 puntos extra         | 5 puntos extra         | 5 puntos extra         | 5 puntos extra         | Salvados        |
| 11                                                                      | Salsa / «Joseph Megamix»                            | 8                      | 9                      | 9                      | 10                     | Salvados        |
| 12 (Semifinal)                                                          | Vals vienés / «This Year's Love»                    | 6                      | 8                      | 7                      | 8                      | Salvados        |
| 12 (Semifinal)                                                          | Tango argentino / «Red Right Hand»                  | 6                      | 8                      | 8                      | 8                      | Salvados        |
| 13 (Final)                                                              | Pasodoble / «Pompeii»                               | 9                      | 10                     | 10                     | 10                     | Segundo puesto  |
| 13 (Final)                                                              | Showdance / «I Bet You Look Good on the Dancefloor» | 9                      | 10                     | 10                     | 10                     | Segundo puesto  |
| 13 (Final)                                                              | Charlestón / «Cotton Eye Joe»                       | 9                      | 9                      | 10                     | 10                     | Segundo puesto  |
| 1Puntaje dado por el juez invitado Alfonso Ribeiro en lugar de Tonioli. |                                                     |                        |                        |                        |                        |                 |

- Temporada 17 con Dev Griffin

| Semana | Baile / Canción                       | Puntajes de los jueces | Puntajes de los jueces | Puntajes de los jueces | Puntajes de los jueces | Resultado       |
| Semana | Baile / Canción                       | C. R.                  | M. M.                  | S. B.                  | B. T.                  | Resultado       |
| ------ | ------------------------------------- | ---------------------- | ---------------------- | ---------------------- | ---------------------- | --------------- |
| 1      | Foxtrot / «Build Me Up Buttercup»     | 7                      | 7                      | 8                      | 8                      | Sin eliminación |
| 2      | Jive / «Dance with Me Tonight»        | 6                      | 7                      | 7                      | 7                      | Salvados        |
| 3      | Urbano / «Friend Like Me»             | 9                      | 9                      | 9                      | 9                      | Salvados        |
| 4      | Chachachá / «Dancing with a Stranger» | 6                      | 7                      | 7                      | 7                      | Eliminados      |

- Temporada 18 con Max George

| Semana                                                               | Baile / Canción                      | Puntajes de los jueces | Puntajes de los jueces | Puntajes de los jueces | Resultado       |
| Semana                                                               | Baile / Canción                      | C. R.                  | S. B.                  | M. M.                  | Resultado       |
| -------------------------------------------------------------------- | ------------------------------------ | ---------------------- | ---------------------- | ---------------------- | --------------- |
| 1                                                                    | Tango / «Best Fake Smile»            | 6                      | 5                      | 6                      | Sin eliminación |
| 2                                                                    | Jive / «I'm a Believer»              | 6                      | 7                      | 7                      | Salvados        |
| 3                                                                    | Urbano / «The Simpsons Theme»        | 8                      | 8                      | 8                      | Salvados        |
| 4                                                                    | American smooth / «It Had to Be You» | 5                      | 7                      | 81                     | Eliminados      |
| 1Puntaje dado por el juez invitado Anton du Beke en lugar de Mabuse. |                                      |                        |                        |                        |                 |

- Temporada 19 con Robert Webb

| Semana | Baile / Canción                     | Puntajes de los jueces | Puntajes de los jueces | Puntajes de los jueces | Puntajes de los jueces | Resultado       |
| Semana | Baile / Canción                     | C. R.                  | M. M.                  | S. B.                  | A. D.                  | Resultado       |
| ------ | ----------------------------------- | ---------------------- | ---------------------- | ---------------------- | ---------------------- | --------------- |
| 1      | Chachachá / «Rasputin»              | 6                      | 4                      | 4                      | 6                      | Sin eliminación |
| 2      | Tango / «La cumparsita»             | 7                      | 7                      | 6                      | 7                      | Salvados        |
| 3      | Quickstep / «The Muppet Show Theme» | 6                      | 6                      | 7                      | 6                      | Salvados        |
| 4      | —                                   | —                      | —                      | —                      | —                      | Retirados       |

- Temporada 20 con Tyler West

| Semana | Baile / Canción                               | Puntajes de los jueces | Puntajes de los jueces | Puntajes de los jueces | Puntajes de los jueces | Resultado       |
| Semana | Baile / Canción                               | C. R.                  | M. M.                  | S. B.                  | A. D.                  | Resultado       |
| ------ | --------------------------------------------- | ---------------------- | ---------------------- | ---------------------- | ---------------------- | --------------- |
| 1      | American smooth / «Falling»                   | 4                      | 5                      | 7                      | 6                      | Sin eliminación |
| 2      | Jive / «Hit the Road Jack»                    | 7                      | 8                      | 8                      | 8                      | Salvados        |
| 3      | Charlestón / «Flash, Bang, Wallop»            | 9                      | 10                     | 10                     | 9                      | Salvados        |
| 4      | Urbano / «Garage Megamix»                     | 8                      | 9                      | 10                     | 10                     | Salvados        |
| 5      | Tango / «Doctor Who Theme»                    | 8                      | 8                      | 8                      | 8                      | Salvados        |
| 6      | Chachachá / «Day-O (The Banana Boat Song)»    | 7                      | 9                      | 9                      | 10                     | Salvados        |
| 7      | Vals vienés / «I've Been Loving You Too Long» | 7                      | 7                      | 7                      | 8                      | Salvados        |
| 8      | Pasodoble / «Unstoppable»                     | 6                      | 8                      | 8                      | 9                      | Dos últimos     |
| 9      | Salsa / «KC and the Sunshine Band Megamix»    | 8                      | 9                      | 9                      | 9                      | Eliminados      |

- Temporada 21 con Bobby Brazier

| Semana         | Baile / Canción                          | Puntajes de los jueces | Puntajes de los jueces | Puntajes de los jueces | Puntajes de los jueces | Resultado       |
| Semana         | Baile / Canción                          | C. R.                  | M. M.                  | S. B.                  | A. D.                  | Resultado       |
| -------------- | ---------------------------------------- | ---------------------- | ---------------------- | ---------------------- | ---------------------- | --------------- |
| 1              | Foxtrot / «All About You»                | 6                      | 7                      | 8                      | 8                      | Sin eliminación |
| 2              | Charlestón / «Do Your Thing»             | 7                      | 7                      | 7                      | 8                      | Salvados        |
| 3              | Samba / «Young Hearts Run Free»          | 8                      | 8                      | 8                      | 8                      | Salvados        |
| 4              | Tango / «Fashion»                        | 7                      | 7                      | 8                      | 8                      | Salvados        |
| 5              | Vals vienés / «Golden Hour»              | 7                      | 8                      | 8                      | 9                      | Salvados        |
| 6              | Chachachá / «Come On-a My House»         | 6                      | 9                      | 7                      | 8                      | Salvados        |
| 7              | Tango argentino / «Sail»                 | 6                      | 8                      | 8                      | 8                      | Salvados        |
| 8              | American smooth / «Ghost of You»         | 7                      | 8                      | 8                      | 9                      | Salvados        |
| 9              | Jive / «Wake Me Up Before You Go-Go»     | 8                      | 9                      | 9                      | 9                      | Dos últimos     |
| 10             | Contemporáneo / «This Woman's Work»      | 8                      | 9                      | 10                     | 10                     | Salvados        |
| 11             | Salsa / «(I've Had) The Time of My Life» | 8                      | 8                      | 9                      | 9                      | Sin eliminación |
| 12 (Semifinal) | Quickstep / «Mack the Knife»             | 9                      | 9                      | 10                     | 10                     | Dos últimos     |
| 12 (Semifinal) | Pasodoble / «Run Boy Run»                | 8                      | 9                      | 9                      | 9                      | Dos últimos     |
| 13 (Final)     | Samba / «Young Hearts Run Free»          | 9                      | 10                     | 10                     | 10                     | Segundo puesto  |
| 13 (Final)     | Showdance / «Popurrí de La La Land»      | 9                      | 10                     | 10                     | 10                     | Segundo puesto  |
| 13 (Final)     | Contemporáneo / «This Woman's Work»      | 9                      | 10                     | 10                     | 10                     | Segundo puesto  |

- Temporada 22 con Chris McCausland

| Semana         | Baile / Canción                                       | Puntajes de los jueces | Puntajes de los jueces | Puntajes de los jueces | Puntajes de los jueces | Resultado       |
| Semana         | Baile / Canción                                       | C. R.                  | M. M.                  | S. B.                  | A. D.                  | Resultado       |
| -------------- | ----------------------------------------------------- | ---------------------- | ---------------------- | ---------------------- | ---------------------- | --------------- |
| 1              | Chachachá / «Twist and Shout»                         | 4                      | 6                      | 6                      | 7                      | Sin eliminación |
| 2              | Foxtrot / «Be Young, Be Foolish, Be Happy»            | 6                      | 7                      | 8                      | 8                      | Salvados        |
| 3              | Jive / «Wayne's World Theme»                          | 7                      | 7                      | 8                      | 8                      | Salvados        |
| 4              | Salsa / «Down Under»                                  | 6                      | 8                      | 8                      | 8                      | Salvados        |
| 5              | Vals / «You'll Never Walk Alone»                      | 8                      | 9                      | 9                      | 9                      | Salvados        |
| 6              | Samba / «Stayin' Alive»                               | 5                      | 7                      | 7                      | 7                      | Salvados        |
| 7              | Tango / «Rock and Roll All Nite»                      | 6                      | 7                      | 8                      | 8                      | Salvados        |
| 8              | Jazz / «Instant Karma! (We All Shine On)»             | 7                      | 8                      | 9                      | 9                      | Salvados        |
| 9              | American smooth / «Jump»                              | 8                      | 9                      | 10                     | 10                     | Salvados        |
| 10             | Pasodoble / «El gato montés»                          | 7                      | 8                      | 9                      | 9                      | Salvados        |
| 10             | Maratón de Samba / «Samba» & «La vida es un carnaval» | 1 punto extra          | 1 punto extra          | 1 punto extra          | 1 punto extra          | Salvados        |
| 11             | Quickstep / «You're the Top»                          | 7                      | 8                      | 8                      | 9                      | Salvados        |
| 12 (Semifinal) | Charlestón / «When You're Smiling»                    | 7                      | 8                      | 9                      | 9                      | Salvados        |
| 12 (Semifinal) | Vals vienés / «Nothing Else Matters»                  | 9                      | 9                      | 9                      | 9                      | Salvados        |
| 13 (Final)     | Jazz / «Instant Karma! (We All Shine On)»             | 8                      | 10                     | 10                     | 10                     | Ganadores       |
| 13 (Final)     | Showdance / «You Get What You Give»                   | 8                      | 10                     | 10                     | 10                     | Ganadores       |
| 13 (Final)     | Vals / «You'll Never Walk Alone»                      | 10                     | 10                     | 10                     | 10                     | Ganadores       |

### Otros proyectos
Buswell ha participado en la gira Strictly Come Dancing Live! desde 2018. En 2019, junto a su pareja de baile Joe Sugg, hicieron historia en la gira al ganar 25 espectáculos seguidos y luego convertirse en los ganadores generales de la gira.
Ella comenzó un canal de YouTube en marzo de 2019, y en diciembre de ese año, fue nombrada como la nueva youtuber con más suscriptores del Reino Unido de 2019, habiendo ganado casi 230,000 suscriptores.
Antes de convertirse en bailarina profesional, fue peluquera y, en 2021, tuvo un pódcast con BBC Sounds llamado Di's Salon, en el que charlaba con invitados mientras repasaban los peinados que se han hecho a lo largo de los años.
En 2022, participó en el programa de telerrealidad Freeze the Fear with Wim Hof de la BBC One.
En enero de 2025, Buswell y su pareja de Strictly, Chris McCausland, comenzaron un nuevo pódcast llamado Winning Isn't Everything.

## Vida personal
Buswell salió con el actor de telenovelas Anthony Quinlan desde finales de 2017 hasta octubre de 2018.
A finales de 2018, empezó a salir con Joe Sugg, su pareja de baile de Strictly Come Dancing. La pareja confirmó que vivían juntos en agosto de 2019. En febrero de 2021, revelaron que habían comprado su primera casa juntos.

## Filmografía

### Televisión
| Año           | Título                       | Papel                 |
| ------------- | ---------------------------- | --------------------- |
| 2015          | Dancing with the Stars       | Bailarina profesional |
| 2017-presente | Strictly Come Dancing        | Bailarina profesional |
| 2022          | Freeze the Fear with Wim Hof | Concursante           |

### Escenario
| Año       | Título                           | Papel     | Evento                  |
| --------- | -------------------------------- | --------- | ----------------------- |
| 2011–2014 | Burn the Floor                   | Bailarina | Gira                    |
| 2024      | Strictly Professionals           | Bailarina | Gira por el Reino Unido |
| 2025      | Dianne & Vito: Red Hot and Ready | Bailarina | Gira por el Reino Unido |

### Pódcast
| Año           | Título                   | Papel          |
| ------------- | ------------------------ | -------------- |
| 2021          | Di's Salon               | Presentadora   |
| 2025-presente | Winning Isn't Everything | Copresentadora |